# چرخش (ترانه نو روم، چارلی ایکس‌سی‌ایکس و د ۱۹۷۵)
«چرخش» (به انگلیسی: Spinning) ترانه‌ای از هنرمند ضبط فیلیپینی نو روم، هنرمند انگلیسی چارلی ایکس‌سی‌ایکس و گروهٔ د ۱۹۷۵ می‌باشد که در ۴ مارس سال ۲۰۲۱ از سوی درتی هیت به‌عنوان تک‌آهنگ منتشر گردید.